# Rewind (Rascal Flatts)
Rewind è il nono album in studio del gruppo country statunitense Rascal Flatts, pubblicato nel 2014.

## Tracce
1. Payback
2. Rewind
3. I Have Never Been to Memphis
4. DJ Tonight
5. Powerful Stuff
6. Riot
7. Night of Our Lives
8. I Like the Sound of That
9. Aftermath
10. I'm on Fire
11. Life's a Song
12. Honeysuckle Lazy
13. The Mechanic